# Cameron McVey
Cameron McVey, född 1957, är en brittisk musikproducent, låtskrivare och sångare som har spelat en viktig roll i utvecklingen av brittisk musik, särskilt inom genrer som triphop och elektronisk musik. Han föddes 1957 i Storbritannien och har under sin karriär arbetat med några av de mest inflytelserika artisterna från 1990-talet och framåt.
McVey är mest känd för sitt samarbete med Massive Attack, en banbrytande grupp inom trip-hop-genren. Han var en av de viktigaste producenterna på deras debutalbum "Blue Lines", vilket betraktas som en milstolpe inom brittisk musik. Han har också arbetat med artister som Portishead, Tricky och All Saints.
En annan viktig del av hans karriär är hans samarbete med sin fru, sångerskan Neneh Cherry. Tillsammans har de skapat flera musikprojekt, och han har producerat några av hennes mest framgångsrika låtar, inklusive hennes hit "Buffalo Stance".
Förutom att vara en skicklig producent har McVey även arbetat som låtskrivare och mentor för många unga artister. Han är också känd under smeknamnet Booga Bear, särskilt när han samarbetar med sin fru i deras gemensamma musikprojekt.